# Perfumeria La Florida - Perfumeria Vall Barcelona

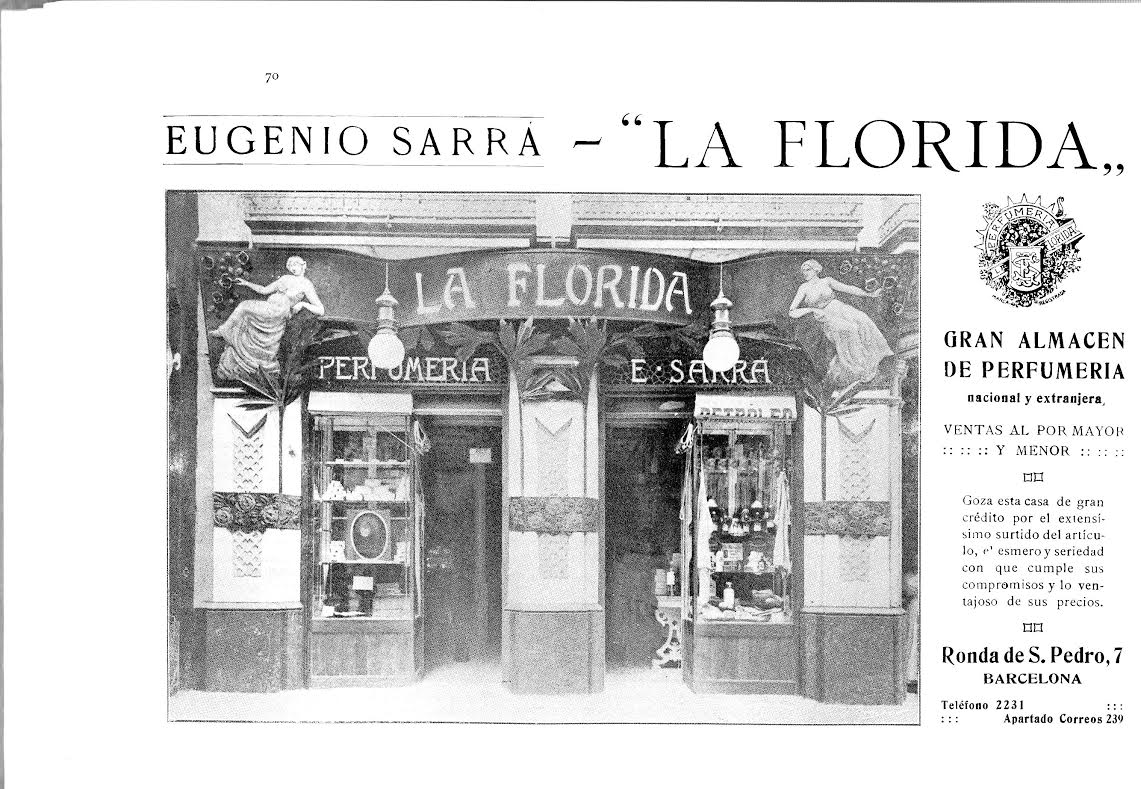
Façana La Florida Barcelona 1907

Perfumeria La Florida-Perfumeria Vall és la perfumeria en actiu més antiga de Barcelona.
L'any 1890, Eugenio Sarrá, descendent d'una familia d'emigrants catalans que va aconseguir fer fortuna a Cuba, va tornar i fundà, a Barcelona, una empresa de distribució minorista de perfumeria. El local incial, al carrer dels Arcs, fou aviat substituït pel que es convertiria en la seva botiga emblemàtica: la de Ronda de Sant Pere, 7. En aquesta destacava la seva façana, amb un rètol de ferro forjat d'estil modernista.
El nom de La Florida es deu a l'èxit que, en aquell temps, tenien a Cuba les aigües de colònia de la península de Florida (EUA).
Es tractava d'una perfumeria moderna, per a la Barcelona de l'època, que importava les modes i nous costums que, en productes de cura personal, ja triomfaven als Estats Units i a Cuba a finals del S.XIX.
Fins aquella data, la indústria i comercialització de productes de perfumeria a Barcelona s'havia centrat en la higiene personal, essent molt típics els establiments anomenats d'Olis i Sabons.
La Florida va fomentar una important ampliació del catàleg de productes, sobretot dels destinats a embellir les dones: maquillatges i polvores facials, cremes hidratants i cosmètics capil·lars, colònies i perfums. Molts d'aquests productes varen ser importats de l'estranger, com les Aguas de Florida, de l'americà Murray.
A partir de començaments del S.XX va iniciar la importació de productes francesos, així com la fabricació de productes propis al carrer Provença, 192 de Barcelona.
El 1911 les seves creacions guanyaren el gran premi i la medalla d'or a l'exposició de Roma.
Creacions seves són, en el món dels perfums: Rhumdor, Milton a las flores, Fantasía, Rococó i Rudi, entre d'altres. En el món de les locions capil·lars: Petróleo Phenix i Regenerador Langlin. També locions facials com Metilina Valet. L'empresa va arribar a obrir sucursals a diferents ciutats d'Espanya i de Sud-amèrica, i va distribuir productes per a professionals de perruqueria i estètica.
El 1954, Eugenio Sarrá fill vengué la botiga de Ronda de Sant Pere, 7 de Barcelona a Pere Vall, qui li aportà impuls financer i especialitzà el negoci en perfumeria i cosmètica. El nou propietari canvià el nom de l'establiment a Perfumeria Vall i n'anomenà responsable la seva filla Mercè.
El 1958, Pere Vall va obrir a Platja d'Aro un segon establiment de perfumeria que, gràcies al boom turístic, es va anar ampliant fins a esdevenir Magatzems Vall, referent comercial de la Costa Brava durant cinquanta anys.
A principis dels anys 60, els Sarrá van vendre la fàbrica del carrer Provença. En aquest cas a Luxana, S.A., que seguirà, fins a l'actualitat, fabricant productes com Metilina Valet o Rhumdor.
El 2015, Perfumeria Vall celebra el seu 125è aniversari fidel a la seva màxima: Aportar benestar a les persones a través dels productes sublimadors de la bellesa i de les aromes.
És amb motiu d'aquesta efemèride que s'ha recuperat una de les antigues fórmules per reeditar Agua Fresca la Florida, una eau de toilette mediterrania, d'aroma delicat, que evoca la subtilesa i frescor de les colònies de principis del S.XX.